# 남아프리카 공화국의 코로나19 범유행
다음은 남아프리카 공화국의 코로나19 범유행 현황에 대한 설명이다.
3월 15일, 시릴 라마포사 대통령은 부분적인 여행 금지, 여행 권고, 대중 교통을 저해하고 학교 폐쇄, 100명 이상의 집회를 금지한 국가 재난을 선포했다.
2020년 3월 23일 라마포사는 2020년 3월 26일부터 2020년 4월 16일까지 21일 동안 국가적인 폐쇄 조치를 내렸다.

## 과정
세계보건기구(WHO)가 2020년 1월 30일 COVID-19를 국제적 공중보건 비상사태로 선포한 후 비상운영센터가 가동되었다.

## 같이 보기
- 아프리카의 코로나19 범유행
- 나라별 코로나19 범유행
- 코로나19로 죽은 사람 목록